# 郁蓉
郁蓉（英語：Yu Rong）是一位英国华人绘本作家。

## 生平
出生于中国，做过小学教师，1998年毕业于南京师范大学美术学院，后前往英国留学毕业于皇家艺术学院，目前居住在英国剑桥附近。

## 荣誉
- 1999年获得昆丁·布雷克绘画奖。
- 2008年获得美国图书馆协会最佳儿童图书奖
- 2013年凭借《云朵一样的八哥》荣获第24届布拉迪斯拉发插画双年展（BIB）金苹果奖
- 2015年凭借《烟》获得陈伯吹儿童文学奖。

## 插画
- 《云朵一样的八哥》，接力出版社，2012年11月，ISBN 9787544826808
- 《烟》，二十一世纪出版社，2014年4月，ISBN 9787539186559
- 《夏天》，二十一世纪出版社，2015年9月，ISBN 9787556811588
- 《我是花木兰》，中国少年儿童出版社，2017年4月，ISBN 9787514826852
- 《口袋里的雪花》，接力出版社，2017年11月，ISBN 9787544851442